# Mannerheimweg
De Mannerheimweg (Fins: Mannerheimintie, Zweeds: Mannerheimvägen) is de langste en belangrijkste straat in de Finse hoofdstad Helsinki. De straat is vernoemd naar de Finse generaal en president Carl Gustaf Mannerheim, voor wie er een bronzen beeld langs de weg staat.
De weg loopt vanaf de binnenstad naar de snelweg en gaat daarbij langs veel belangrijke gebouwen zoals het Parlementshuis, het Kiasma, het Nationaal Museum van Finland, de Finlandia-hal, het Muziekhuis en de Nationale Opera van Finland. 

## Afbeeldingen

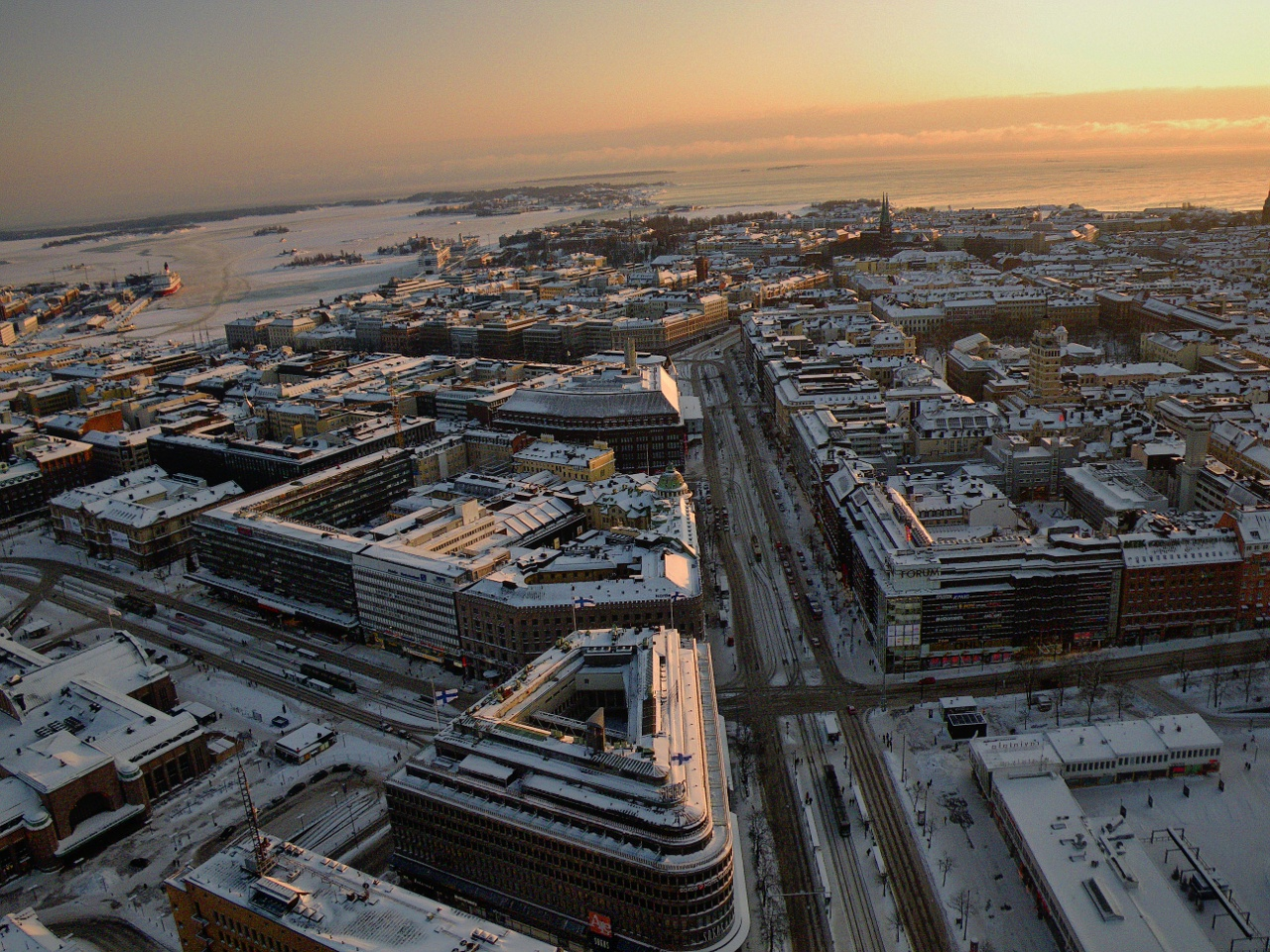
Mannerheimweg vanuit de lucht
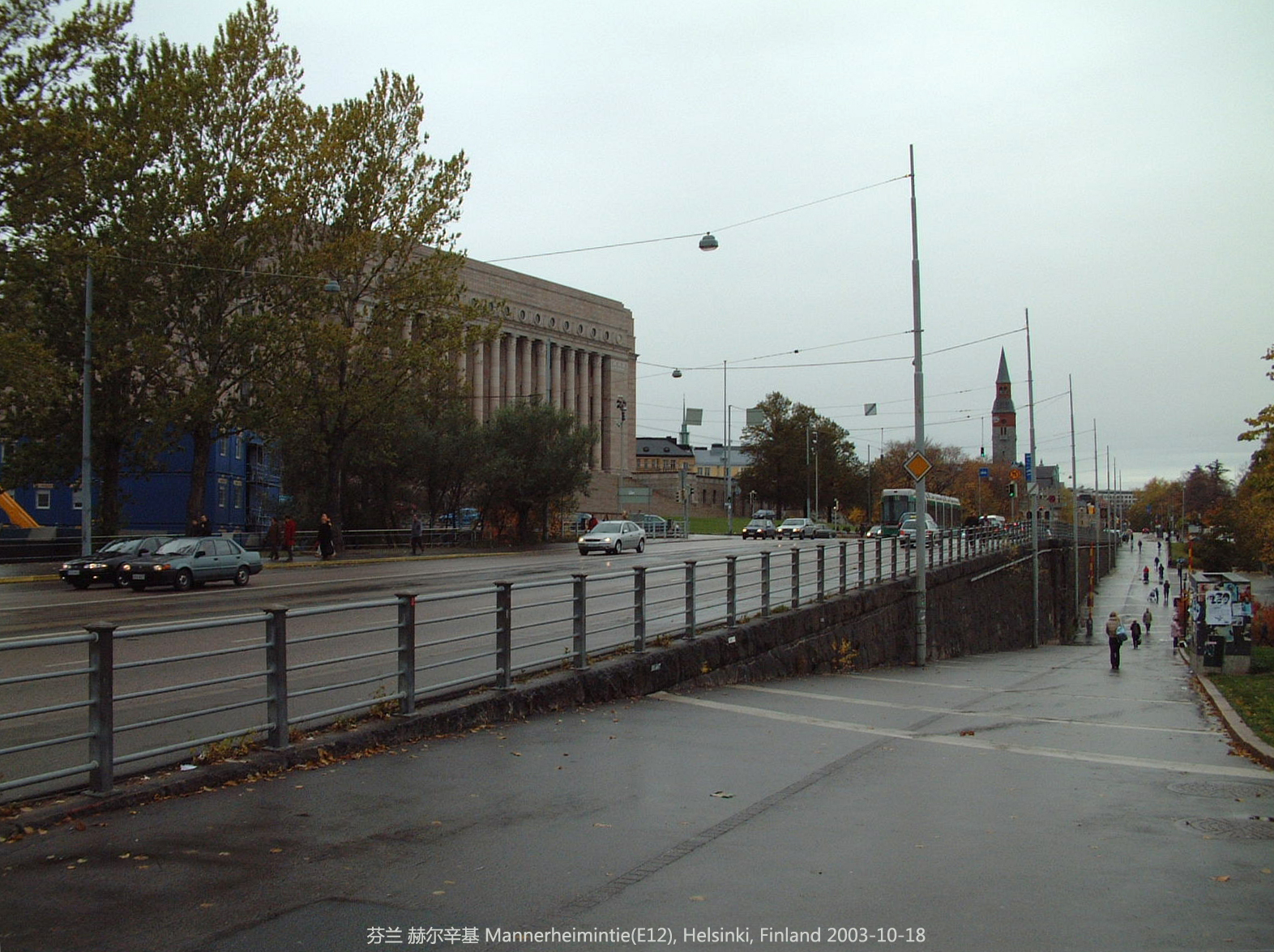
Mannerheimweg met parlementsgebouw en Nationaal Museum
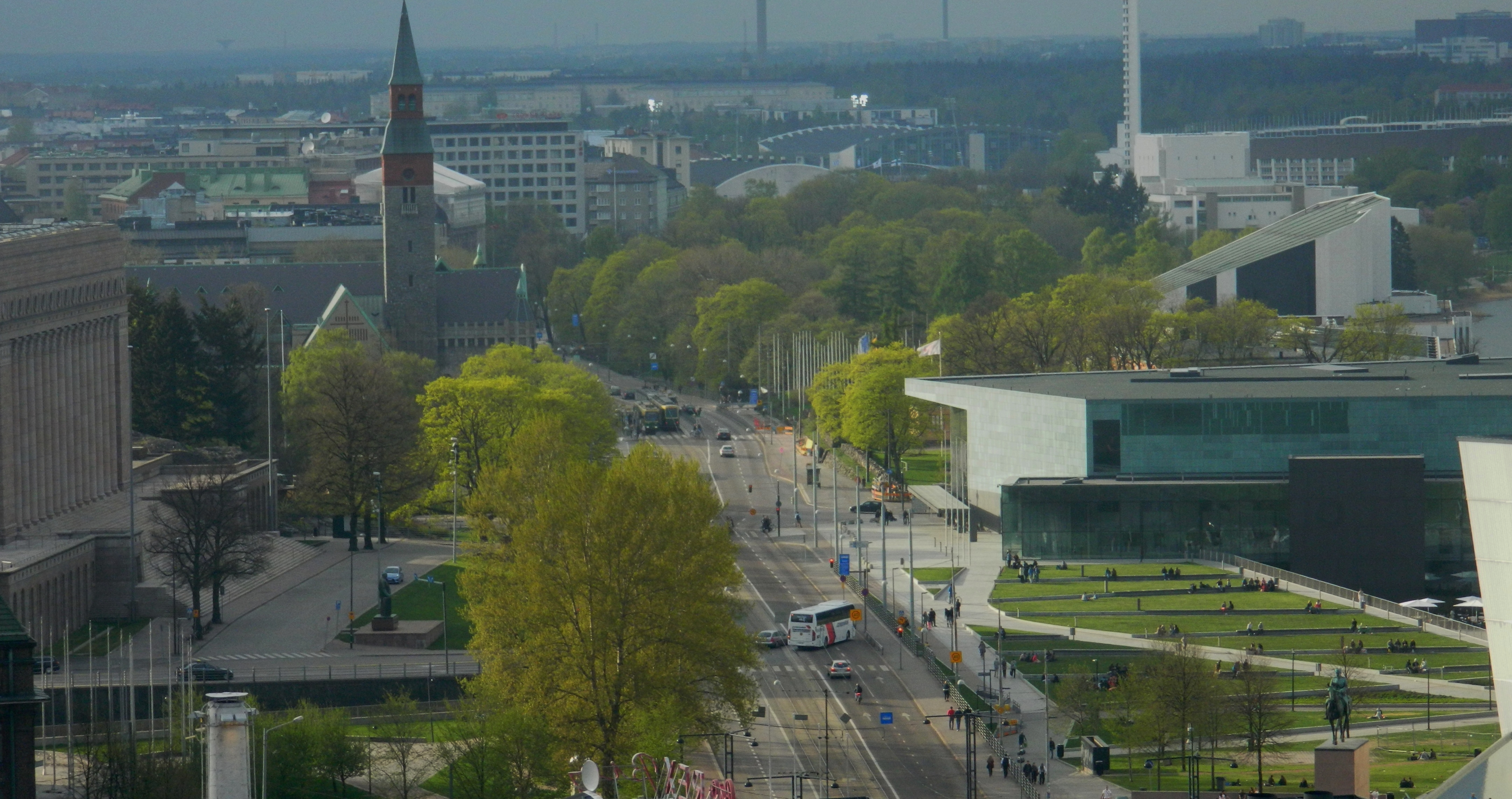
Mannerheimweg met Parlementshuis, Nationaal Museum en Helsinki Music Centre eromheen